# Périgny, Calvados

Périgny este o comună în departamentul Calvados, Franța. În 1 ianuarie 2022 avea o populație de 57 de locuitori.